# Constantí III Mukhrani-batoni
Constantí III fou el 16è príncep de Mukhran (Mukhrani-batoni) del 1735 al 1755.
Nascut el 1696, era fill de Constantí II Mukhrani-batoni.
Es va casar amb la princesa Kethavan i després amb la princesa Varvara (+1790) filla de Bardzim Sidamoni, eristhavi de l'Aragvi.
Va morir a Gartiskar segurament en combat amb els lesguians, el 26 d'octubre de 1755, i el va succeir el seu cosí Simó Mukhrani-batoni.